# Zambroncinos del Páramo
Zambroncinos del Páramo es una localidad española perteneciente al municipio de Zotes del Páramo, en la provincia de León, comunidad autónoma de Castilla y León. Se encuentra en la comarca del Páramo Leonés. Está situado a 783 m s. n. m. y en 2023 contaba con una población de 92 habitantes, repartidos en 49 varones y 43 mujeres.

## Geografía

### Ubicación
| Noroeste: San Pedro de las Dueñas | Norte: Soguillo del Páramo | Noreste: Santa Cristina del Páramo |
| Oeste: Azares del Páramo          |                            | Este: Pobladura de Pelayo García   |
| Suroeste Zotes del Páramo         | Sur: Zotes del Páramo      | Sureste: Zotes del Páramo          |

## Historia
Se conoce su existencia desde el año 1085.

## Demografía
| Gráfica de evolución demográfica de Zambroncinos del Páramo entre 2000 y 2023 |
|                                                                               |
| Población de derecho (2000-2023) según el padrón municipal del INE            |

## Economía
La zona es un importante productor de maíz y remolacha.

## Fiestas locales
En diciembre se realiza una festividad en honor a su patrón Santo Tomás, y en Pascua de Pentecostés.
En la primera quincena de agosto, se celebra un festival de rock ZambRockcinos, conocido en los pueblos alrededor de Santa María del Páramo.